# Alessandro del Montenegro
Alessandro del Montenegro, conosciuto anche come Conte Alessandro di Drisht o Şehzade Yahya (a volte scritto Jahja o Jachia) (1585 – Cattaro, 1648), è stato un millantatore europeo e pretendente al trono ottomano in quanto, secondo le sue dichiarazioni, figlio del sultano Murad III e della Haseki Safiye Sultan.

## Biografia
Alessandro dichiarava di essere nato nel 1585 a Costantinopoli come Şehzade Yahya, figlio del sultano Murad III e dell'Haseki Safiye Sultan, favorita del sultano.  
Sempre secondo Alessandro nel 1595, alla morte di Murad III, Safiye, preoccupata che il nuovo sultano, loro figlio primogenito Mehmed III, avrebbe ucciso anche il (presunto) fratello minore Yahya insieme ai fratellastri in ottemperanza alla Legge del Fraticidio, lo fece uscire di nascosto dalla città, facendolo portare prima in Grecia e poi in Bulgaria. Qui sarebbe stato battezzato e avrebbe vissuto per otto anni nascosto in un monastero cristiano ortodosso.  
Nel 1603 Mehmed III morì e gli successe il figlio tredicenne Ahmed I. Fu un quel momento che Alessandro dichiarò per la prima volta la sua supposta identità e reclamò il trono come ultimo figlio in vita di Murad III (malgrado nell'Impero ottomano all'epoca non fosse in vigore come legge di successione l'anzianità agnatizia, introdotta per la prima volta solo quindici anni dopo, a partire dal regno di Mustafa I, fratellastro minore di Ahmed I, e diventata definitivamente legge solo più di mezzo secolo dopo la pretesa di Alessandro).  
Negli anni seguenti viaggiò in tutta Europa per cercare di raccogliere credito e sostegno per la sua pretesa. Visitò Firenze, Roma, Madrid, Anversa, Praga, Cracovia e altre città, soprattutto nell'Europa Orientale.  
Ad un certo punto dichiarò che fra il 1614 e il 1617 aveva ottenuto il sostegno del Khan tataro Şahin, dei cosacchi russi e ucraini e di importanti vescovi serbi ortodossi nel Sangiaccato di Prizren e cattolici romani in vari stati dell'Europa Occidentale. Da loro finanziato, avrebbe armato e guidato una flotta di 130 navi con cui avrebbe condotto un attacco fallimentare a Costantinopoli, di cui tuttavia non sembra esserci traccia nella storia al di fuori dei suoi stessi diari.   
Risulta essere morto nel 1648 o 1649 a Cattaro, sulle coste del Montenegro, coinvolto in una serie di disordini religiosi fra ortodossi e cattolici.

## Famiglia
Alessandro prese in moglie una nobildonna albanese, Anna Caterina di Drisht, figlia del Duca Pietro, conte di Drisht, la cui famiglia dichiarava di discendere dall'eroe nazionale albanese Giorgio Castriota Scanderbeg. Dopo il matrimonio Alessandro inizio a farsi chiamare Conte o Duca di Drisht.  
La coppia ebbe due figli: 
- Maurizio di Drisht (Torino, 1635 - Palmanova, 1693). Battezzato dal cardinale Maurizio di Savoia, fu comandante della fortezza di Palmanova a servizio di Venezia. Nel 1673, sposò Eleonora Romano di Gorizia, da cui ebbe due figlie: 
  - Anna Maria (Palmanova, 1674 - Udine, 14 agosto 1694)
  - Elena (Palmanova, 4 agosto 1675 - Udine, 29 agosto 1727), sposò Lucrezio Treo di Udine.
- Elena di Drisht (Torino, 1638 - 1697). Nel 1658 sposò il nobile pisano Andrea Biagi, da cui ebbe due figli: 
  - Caterina, che sposò Ottaviano d'Alasio di Pisa.
  - Vincenzo. Celibe e senza discendenza, fu capitano di cavalleria a servizio della Spagna.

## Cultura popolare
Nella serie TV storica turca Il secolo magnifico: Kösem è stato interpretato dall'attore turco Berk Cankat. 
Nella serie la sua storia è molto diversa: chiamato Iskender (la forma turca di Alessandro), la sua vera identità è effettivamente quella di Şehzade Yahya, figlio di Murad III e Safiye Sultan, piuttosto che essere un millantatore. Inoltre, non è un conte europeo, ma un Giannizzero. Nella serie non ha moglie ed è innamorato, non ricambiato, di Kösem Sultan, Haseki di Ahmed I, ma lei lo uccide quando lui cerca di usurpare il trono ai suoi figli. Iskender muore quindi a Costantinopoli nel 1617, piuttosto che in Montenegro nel 1648.